# Adolf Treichel
Adolf Treichel (ur. 26 października 1869 w Prabutach, zm. 1 kwietnia 1926 w Gdańsku) – gdański nauczyciel i polityk niemiecko-narodowy, przewodniczący Volkstagu I kadencji (1921–1923) i II kadencji (1924–1926).

## Życiorys
W latach 1901–1926 wykładał w Gimnazjum Miejskim w Gdańsku, którego dyrektorem pozostawał w okresie 1921–1926.
W maju 1920 z powodzeniem kandydował z ramienia DNVP do gdańskiej Konstytuanty. Mandat zachował w grudniu 1920, gdy zgromadzenie przekształciło się w Volkstag I kadencji. 29 września 1921 wybrano go przewodniczącym gdańskiego parlamentu, którym pozostał do 30 czerwca 1923.